# Tom Clancy’s Splinter Cell (seria)
Tom Clancy’s Splinter Cell – seria gier komputerowych firmowanych nazwiskiem pisarza Toma Clancy’ego. Głównym bohaterem gry jest Sam Fisher, doskonale wyszkolony agent fikcyjnej jednostki NSA Third Echelon. Sukces serii spowodował powstanie serii książek o tym samym tytule napisanych pod pseudonimem David Michaels.

## Gry komputerowe
Seria Splinter Cell składa się z następujących gier:
| Rok  | Tytuł                                           | Platforma                                                            | Uwagi                                                              |
| ---- | ----------------------------------------------- | -------------------------------------------------------------------- | ------------------------------------------------------------------ |
| 2002 | Tom Clancy’s Splinter Cell                      | Xbox, PS2, GC, PC (Windows, Mac OS X), GBA, telefony komórkowe       |                                                                    |
| 2003 | Tom Clancy’s Splinter Cell: Extended Ops        | telefony komórkowe                                                   |                                                                    |
| 2003 | Tom Clancy’s Splinter Cell: Team Stealth Action | N-Gage                                                               |                                                                    |
| 2004 | Tom Clancy’s Splinter Cell: Pandora Tomorrow    | Xbox, PS2, GC, PC (Windows), GBA, telefony komórkowe                 |                                                                    |
| 2005 | Tom Clancy’s Splinter Cell: Chaos Theory        | Xbox, PS2, GC, Nintendo DS, PC (Windows), N-Gage, telefony komórkowe |                                                                    |
| 2006 | Tom Clancy’s Splinter Cell: Essentials          | PSP                                                                  |                                                                    |
| 2006 | Tom Clancy’s Splinter Cell: Double Agent        | Xbox, Xbox 360, PS2, PS3, GC, Wii, PC (Windows), telefony komórkowe  |                                                                    |
| 2010 | Tom Clancy’s Splinter Cell: Conviction          | Android, iOS, Xbox 360, PC                                           |                                                                    |
| 2011 | Tom Clancy’s Splinter Cell Trilogy              | PlayStation 3                                                        | Remaster HD części: Splinter Cell, Pandora Tomorrow i Chaos Theory |
| 2013 | Tom Clancy’s Splinter Cell: Blacklist           | PC, PlayStation 3, Xbox 360, Wii U                                   |                                                                    |

5 grudnia 2006 roku pierwsze trzy gry serii wydano w Limitowanej Edycji Kolekcjonerskiej na PC.
W jej skład weszły: gra Tom Clancy’s Splinter Cell z kinową polonizacją i dodatkowymi trzema poziomami nie zawartymi w podstawowej wersji gry na płycie DVD, gra Tom Clancy’s Splinter Cell: Pandora Tomorrow z ulepszoną kinową polonizacją na DVD, gra Tom Clancy’s Splinter Cell: Chaos Theory na płycie DVD, instrukcje do wszystkich części serii, bonusowa płyta DVD z tapetami, wygaszaczami ekranu, trailerami i poradnikami do wszystkich części serii, 400-stronicowy drukowany na papierze kredowym poradnik do wszystkich trzech gier oraz duże pudełko do całego zestawu z metalizowanymi elementami i zapięciami na magnesy.

## Książki
Książki Splinter Cell zostały napisane przez różnych autorów pod pseudonimem David Michaels.
Wydano następujące książki:
| Rok  | Tytuł                                            |
| ---- | ------------------------------------------------ |
| 2004 | Tom Clancy’s Splinter Cell: Kolekcjoner          |
| 2005 | Tom Clancy’s Splinter Cell: Operacja „Barrakuda” |
| 2006 | Tom Clancy’s Splinter Cell: Szach-mat            |
| 2007 | Tom Clancy’s Splinter Cell: Sojusz zła           |
| 2009 | Tom Clancy’s Splinter Cell: Conviction           |
| 2009 | Tom Clancy’s Splinter Cell: Endgame              |
| 2013 | Tom Clancy’s Splinter Cell: Blacklist Aftermath  |
| 2022 | Tom Clancy's Splinter Cell: Firewall             |

## Adaptacje
W grze Tom Clancy’s Splinter Cell: Chaos Theory (2005) pojawił się teaser filmu na podstawie serii.
W połowie listopada 2012 roku firma Ubisoft poinformowała, że rolę Sama Fishera w filmowej adaptacji gier miał zagrać Tom Hardy.